# Kétfül-tétel

Háromszögekre bontott sokszög. A háromszögláncok egy-egy végén lévő csúcsok füleket alkotnak. Az ábrán látható sokszög egyéb, a háromszögelésből nem nyilvánvaló fülekkel is rendelkezik.

A matematika, azon belül a geometria területén a kétfül-tétel vagy „két fül”-tétel (two ears theorem) azt mondja ki, hogy bármely, háromnál több csúccsal rendelkező egyszerű sokszög legalább két füllel, azaz a sokszögből új metszéspont bevezetése nélkül el nem távolítható csúccsal rendelkezik. A kétfül-tétel ekvivalens a sokszög háromszögekre bontása létezésével. A tételt gyakran Gary H. Meistersnek tulajdonítják, de Max Dehn már korábban bizonyította.

## A tétel állítása
A definíció szerint egy sokszög füle olyan v csúcs, melynek szomszédos csúcsai közé húzott egyenes szakasz teljesen a sokszög belsejében található. A kétfül-tétel kimondja, hogy az egyszerű sokszögeknek legalább két fülük van.

## Háromszögelésekből származó fülek
Egy fül és a két szomszédos csúcs a sokszögön belül háromszöget alkot, amit nem metsz a sokszög egyetlen másik része sem. Egy ilyen háromszög eltávolításával az eredményül kapott sokszög kevesebb oldalú lesz az eredetinél, a műveletet újra és újra megismételve pedig megkapjuk az egyszerű sokszög háromszögelését.
Megfordítva, egy sokszög háromszögelésekor a háromszögelés gyenge duálisa (olyan gráf, melynek minden csúcsa az eredeti egy háromszögének felel meg, az él pedig a szomszédos háromszögeknek) olyan fa lesz, melynek minden levele egy-egy fül. Mivel minden egynél több csúcsú fának legalább két levele van, minden egynél több háromszögből álló háromszögelt sokszögnek is van legalább két füle. Tehát a kétfül-tétel ekvivalens azzal az állítással, hogy minden egyszerű sokszögnek van háromszögelése.

## Kapcsolódó csúcstípusok
Egy fül „külső” (exposed), ha a sokszög konvex burkának egy csúcsát alkotja. Egy sokszögnek nem feltétlenül van külső füle.
A fülek a „főcsúcsok” (principal vertex) speciális esetei; ezekre az jellemző, hogy a szomszédait összekötő egyenes szakasz nem metszi a sokszöget, illetve nem érinti egyetlen más csúcsát sem. Az olyan főcsúcsot, melynek szomszédait összekötő egyenes szakasz a sokszögen kívül fekszik, „szájnak” (mouth) nevezzük. A kétfül-tétel analógiájára minden nem konvex egyszerű sokszögben legalább egy száj van. A mindkét fajta főcsúcsból minimális számúval rendelkező sokszögeket, tehát melyeknek két fülük és egy szájuk van, antropomorf sokszögeknek nevezik.

## Története és bizonyítás
A kétfül-tételt gyakran Gary J. Meistersnek tulajdonítják, akinek 1975-ös cikkéből származik a „fül” elnevezés. A tételt azonban még 1899 körül bizonyította Max Dehn a Jordan-féle görbetétel bizonyításának részeként. Dehn a bizonyítás során észrevételezi, hogy minden sokszögnek van legalább három konvex csúcsa. Ha az egyik ilyen v csúcs nem fül, akkor a v és két szomszédja által alkotott uvw háromszögön belül átló köti össze egy másik x csúccsal; ez az x megválasztható úgy, hogy a háromszögön belül az uw szakasztól legmesszebbi csúcs legyen. Ekkor az átló a sokszöget két kisebb sokszögre bontja; a fülekre és átlókra bontás műveletének ismétlésével végül a teljes sokszög háromszögelését kapjuk, melyben a duális fa leveleként találhatjuk meg a fület.

## Fordítás
- Ez a szócikk részben vagy egészben a Two ears theorem című angol Wikipédia-szócikk ezen változatának fordításán alapul.  Az eredeti cikk szerkesztőit annak laptörténete sorolja fel. Ez a jelzés csupán a megfogalmazás eredetét és a szerzői jogokat jelzi, nem szolgál a cikkben szereplő információk forrásmegjelöléseként.